# Francisco Bozán
Francisco Andrés Bozán Santibáñez (Santiago, Chile, 21 de octubre de 1986) es un exfutbolista, entrenador de fútbol y psicólogo chileno.  

## Trayectoria

### Como jugador
Sus dos padres son médicos, mientras que su padrastro es el exdirigente de Colo-Colo Jorge Vergara Villarroel, quien lo influenció para realizar una carrera futbolística.
Estudió en el Colegio Calasanz de Ñuñoa. Tuvo una corta carrera como jugador, comenzando de niño en la Escuela de Fútbol "Colo-Colo", emigró muy joven a Inglaterra posteriormente, y durante las temporadas 2003-2004 jugó en el AFC Bournemouth, equipo de la League One inglesa, primero en sus divisiones inferiores y después en el primer equipo jugando un par de partidos.Volvió a Chile para la temporada 2005, fichando en Unión San Felipe.  
Tras el descenso del equipo a la Primera B, al año siguiente militó en clubes de tercera división como Deportes Ñuñoa y Barnechea y también formó parte de la selección nacional Sub-20 de Tercera División. Jugó a nivel universitario por el equipo de la Uniacc. 

### Como entrenador
Se tituló como Director Técnico el año 2008 en el Instituto Nacional del Fútbol, en el cual obtiene promedio 6.7, el mejor promedio histórico de dicha institución, lo que le permitió ir a especializarse a España para obtener la UEFA Pro Licence en el año 2012 en las instalaciones de la selección española. Además cuenta con el título de psicólogo profesional en la Uniacc.
El 23 de julio de 2014, se transforma en el director Técnico de Barnechea, de la Primera División de Chile con tan solo 27 años. Anteriormente, había sido entrenador de Municipal Hijuelas de la Tercera División B y de Deportes Santa Cruz, de la Tercera División A. Tras una mala campaña, en abril de 2015 sella su descenso a la Primera B, tras perder ante Unión Española. En la categoría de plata del fútbol chileno las cosas no mejoraron, y tras terminar penúltimo en la primera rueda del torneo de Primera B 2015-16, renunció a su cargo.
El año 2016 incursionó en los medios de comunicación, fue comentarista deportivo en televisión CDF y Deportes en Agricultura. El 1 de noviembre del mismo año, se transforma en el nuevo entrenador de Universidad de Concepción. En su primer año al mando del club, llegó con el objetivo de evitar del descenso y como consecuencia de una gran campaña, consiguió un histórico paso a la Copa Libertadores 2018. Esa misma temporada el equipo realiza una histórica temporada disputado palmo a palmo el campeonato con Universidad Católica hasta la última fecha. El equipo terminaría en la segunda ubicación del campeonato de Primera División, dándole a la Universidad de Concepción su segundo subcampeonato nacional, y un histórico cupo en la fase de grupos de la Copa Libertadores 2019.En su participación internacional, el cuadro del campanil tuvo partidos memorables como el triunfo ante Sporting Cristal o compitiendo de igual a igual contra Olimpia en Paraguay. Sin embargo, se despidió en primera fase del torneo continental tras caer por la cuenta mínima ante Godoy Cruz. En el campeonato nacional no logró repetir las buenas campañas  por lo que tras la detención del torneo nacional producto del estallido social en octubre de 2019,terminaría su contrato con el campanil, tras quedar en la 16° posición del campeonato de Primera División.
Días después, es anunciado como nuevo entrenador de Deportes La Serena de la Primera B, con objetivo en la Liguilla de Promoción de la Primera B 2019, que se celebró en enero de 2020, donde logró el ascenso a Primera División de Chile tras vencer por lanzamientos penales a Deportes Temuco en el Estadio Nacional.  Luego de un inicio difícil, a mitad de la primera rueda se detuvo el campeonato producto de la pandemia. Luego del regreso del fútbol tras 154 días, y no lograr resultados y con el equipo colista, se anuncia su desvinculación del equipo granate.
En junio de 2021, es anunciado como nuevo entrenador de San Luis de la Primera B chilena.Tras salvar al equipo del descenso, no renueva su contrato. Al año siguiente, en marzo de 2022, fue llamado nuevamente para dirigir desde la 7.ª fecha a San Luis. El equipo se encontraba en la última posición por lo que el objetivo era el mismo que en su primer período y nuevamente, a dos fechas del término del torneo, aseguró la permanencia en la categoría. El 2023 sería su tercer periodo en el club, esta vez desde el inicio, se le otorga la misión de armar el plantel para competir por el ascenso, tarea que no había logrado la institución desde su descenso el 2018. Luego de una destacada campaña logra clasificar a la liguilla de ascenso en donde es eliminado por Deportes Antofagasta en penales, culminando así su contrato que tenía como término la temporada 2023.
El 22 de diciembre de 2023 es anunciado como nuevo director técnico de Curicó Unido, cuadro recientemente descendido a la Primera B Chilena.El 24 de abril de 2024, luego de una pésima campaña en la división de plata del fútbol chileno, con 7 puntos en 9 fechas, es anunciado su despido.Tras su negativa experiencia en el equipo curicano, en julio de 2024 inicia una nueva etapa como entrenador en San Luis, en reemplazo de Juan José Ribera. Tras 13 partidos en que cosechó una sola victoria, logró salvar la categoría, finalizando su contrato a fines de torneo.

## Clubes

### Como jugador
| Club                           | País       | Año       |
| ------------------------------ | ---------- | --------- |
| AFC Bournemouth                | Inglaterra | 2004      |
| Unión San Felipe               | Chile      | 2005      |
| Corporación Municipal de Ñuñoa | Chile      | 2006      |
| Barnechea                      | Chile      | 2007-2009 |

### Como entrenador
| Club                      | País  | Año       | P   | PG | PE | PP  | Rendimiento |
| ------------------------- | ----- | --------- | --- | -- | -- | --- | ----------- |
| Municipal Hijuelas        | Chile | 2010      | 22  | 8  | 5  | 9   | 43.94%      |
| Deportes Santa Cruz       | Chile | 2011      | 24  | 11 | 4  | 9   | 51.39%      |
| Barnechea                 | Chile | 2014-2015 | 55  | 10 | 12 | 33  | 25.45%      |
| Universidad de Concepción | Chile | 2016-2019 | 106 | 36 | 32 | 38  | 44.02%      |
| Deportes La Serena        | Chile | 2020      | 14  | 1  | 4  | 9   | 16.66%      |
| San Luis                  | Chile | 2021      | 26  | 8  | 11 | 7   | 44.87%      |
| San Luis                  | Chile | 2022-2023 | 60  | 18 | 24 | 18  | 43.33%      |
| Curicó Unido              | Chile | 2024      | 9   | 2  | 1  | 6   | 25.92%      |
| San Luis                  | Chile | 2024      | 13  | 1  | 8  | 4   | 28.2%       |
| Total                     | Total | Total     | 329 | 94 | 98 | 137 | 38.5%       |